# AK-9
O AK-9 é um fuzil de assalto compacto Russo automático, baseado na AK-47 e outras modernizações. Seu desenvolvimento começou quando Izhevsk Machine-Building Plant (IZHMASH), agora conhecida como Kalashnikov Concern começou a trabalhar em um um novo fuzil AK silencioso, inconfundível e compacto no início dos anos 2000. Ao criar a nova arma, os fabricantes tentaram superar todos os concorrentes disponíveis, como a AS Val e SR-3M. A base para o fuzil complexo de disparo silencioso e sem chamas foi designado como AK-9, onde usa um supressor removível rapidamente. Ele usa o cartucho subsônica 9×39mm.
O AK-9 é projetado principalmente para unidades especiais do Ministério do Interior e do Exército russo. É um dos modelos mais recentes da famosa série de fuzis Kalashnikov. Baseia-se na série AK-100, que é uma série de modernizada dos fuzis de assalto Kalashnikov. Uma característica única do fuzil é o uso do cartucho subsônico especial 9×39mm SP-5, SP-6.

## Usuários
- Síria: Usado pelo Exército e pela Polícia da Síria.
- Rússia: Em uso muito limitado.